# Napoleon (North Dakota)

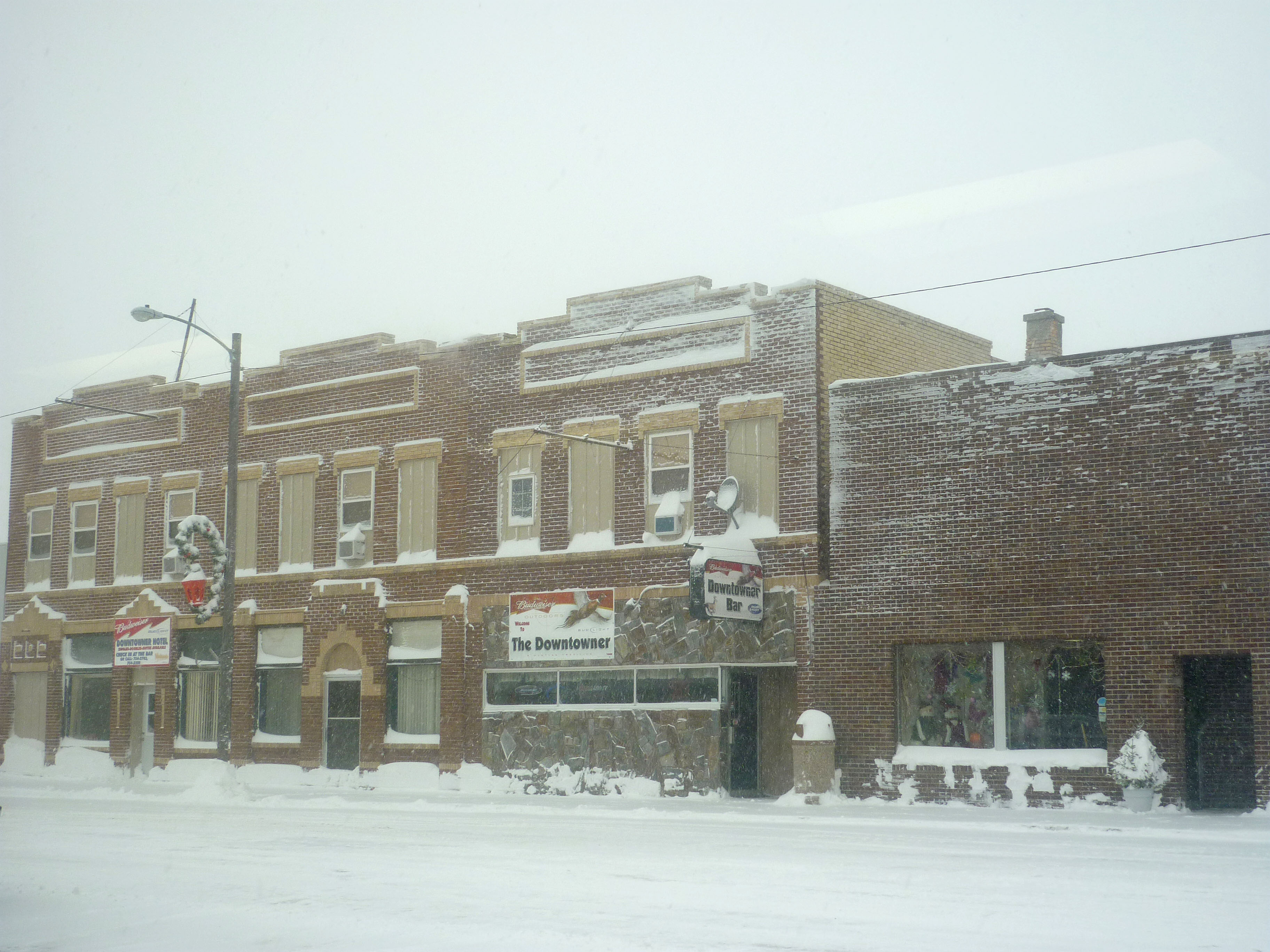
Napoleon, North Dakota

Napoleon ist eine Ortschaft im Süden des  US-amerikanischen Bundesstaates North Dakota.

Napoleon liegt im Logan County und ist mit ca. 700 Einwohnern (2009) die größte Ortschaft des Countys sowie dessen Sitz der Verwaltung.

## Geschichte
Napoleon wurde im Jahr 1884 im damaligen Dakota-Territorium gegründet. Dabei wurde die Ortschaft nach Napoleon Goodsill, dem ersten Ladenbesitzer im Ort, benannt.

Die Infrastruktur, welche Goodsill ins Leben gerufen hatte, trug damals ungemein zur allgemeinen Besiedelung des Logan County bei. Bereits 1885 nahm ein Bezirksgericht in Napoleon die Arbeit auf. Außerdem entstanden im selben Jahr ein Postamt, ein Zeitungsverlag sowie ein erstes Hotel.
Im Jahr 1886 wurde durch George A. Bryant mit dem Napoleon Homestead ein Zeitungsverlag gegründet, welcher bis heute besteht. Die heutige Auflage liegt bei etwa 1700 Stück.
1898 erreichte die Eisenbahn Napoleon.  Mit ihr kamen immer mehr Siedler in die Ortschaft und zahlreiche  Firmen und  Geschäfte schossen „wie Pilze aus dem Boden“.

Mit dem seit der Eisenbahnanbindung verstärkten Zuzug von Menschen in die für die Landwirtschaft vielversprechende Umgebung von Napoleon entwickelte sich die Ortschaft immer mehr zu einem bedeutenden regionalen Handelszentrum.

## Infrastruktur
Napoleon liegt 596 m über dem Meeresspiegel und hat eine Fläche von ca. 2,12 km2.  Bismarck, die Hauptstadt von North Dakota, liegt rund 125 Kilometer nordwestlich. Die nächste Großstadt ist Minneapolis. Die größte Stadt des Nachbarstaates Minnesota liegt in etwa 647 km südöstlicher Entfernung.

## Demographie
Fast alle Einwohner Napoleons sind weiße US-Amerikaner (99,8 %), wobei etwa zwei Drittel  deutscher Abstammung sind. Im Jahr 2000 lag das mittlere Haushaltseinkommen bei US$ 36.042 im Jahr. 

Mit einem Durchschnittsalter von 50,2 Jahren ist die Bevölkerung der Ortschaft stark überaltert, zumal der Altersdurchschnitt von North Dakota mit 36,2 Jahren 14 Jahre niedriger ist.
Napoleon gilt daher als typische  Rentnerstadt.

Im Jahr 1980 mit rund 1100 Einwohnern noch deutlich mehr bevölkert als heute, hat Napoleon heute mit den gleichen Problemen zu kämpfen wie viele kleine, landwirtschaftlich geprägte Ortschaften im  mittleren Westen der Vereinigten Staaten, welche sich seit rund 30 Jahren mit einer starken Landflucht konfrontiert sehen.

Diesbezüglich nimmt die Einwohnerzahl von Napoleon seit vielen Jahren kontinuierlich ab. Während der 1990er Jahre hat die Bevölkerung von Napoleon um etwa 8 % abgenommen. Es wird außerdem angenommen, dass sich die Einwohnerzahl der Ortschaft allein zwischen 2000 und 2005 um weitere 12 % verringert hat. Seit 2005 fand des Weiteren eine Bevölkerungsabnahme von etwa 6 % statt.

Die Landflucht ist dabei ein Prozess, der auf ganz North Dakota zutrifft, welches, laut dem U.S. Department of Agriculture's Economic Research Service, seit 1980 etwa 71.000 seiner ländlichen Bevölkerung verloren hat.

In letzter Zeit erfreut sich Napoleon aber wieder vermehrt an dem Zuzug junger Menschen, wobei es sich bei vielen um ehemalige Ansässige handelt, die für eine gewisse Zeit woanders gelebt hatten.

## Politik
Der Stadtrat Napoleons besteht aus sechs Personen sowie dem Bürgermeister. Der derzeitige Bürgermeister von Napoleon ist Todd Moos (2017).

## Sehenswürdigkeiten und Tourismus
Das gegenwärtig als Bezirksgericht genutzte Gebäude wurde 1937 fertiggestellt und ist heute als nationales historisches Bauwerk anerkannt. Die Umgebung von Napoleon ist besonders bei Anglern und Jägern beliebt. Diesbezüglich gibt es in der Region zahlreiche  Wälder und Gewässer.